# 丹麥國教會

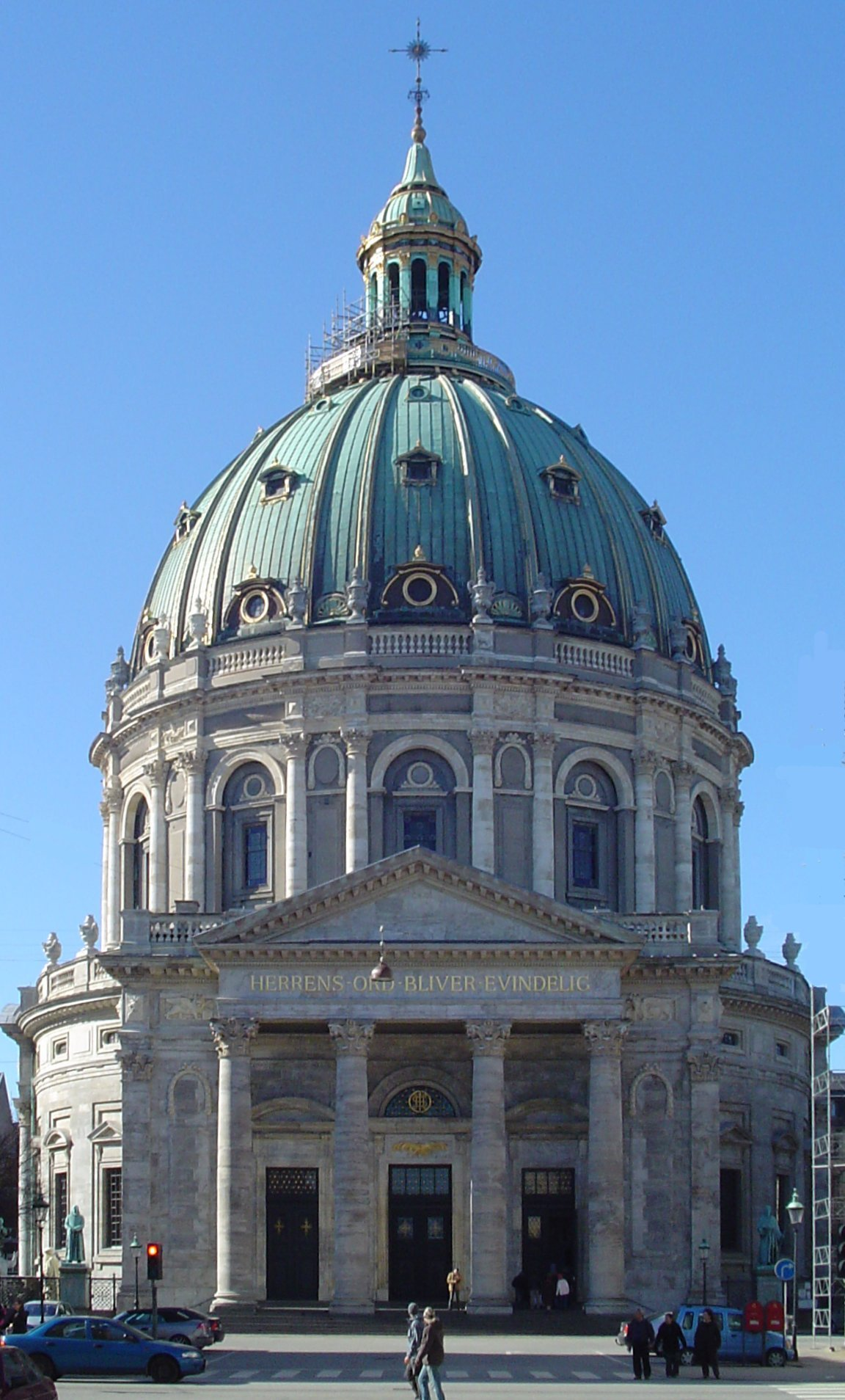
位於哥本哈根的腓特烈教堂

丹麥國教會（丹麥語：Den Danske Folkekirke），是丹麥的國教會，並且是丹麥與格陵蘭的主要宗教。由於斯堪地那維亞的宗教改革背景，故丹麥王國與基督新教路德宗（信義宗）擁有極深的淵源；1848年所頒布的憲法就將之訂立為國教，享有國家的支持，但未強制所有國民加入。作為憲法上規範的國教其教會組織章程受國家法律管理，由丹麥議會為最高立法機關。國王或女王必須是該教會的成員並兼任教會最高領袖，但非行政首長。教會行政主管為丹麥宗教事務部長，而宗教領袖則是由十位來自丹麥本土、一位來自格陵蘭的主教組成的主教團。然而雖然丹麥有國家教會，但是其存在並不會限制其他宗教團體的存在，除君王有信仰限制外，國民有宗教自由，政府並不強制國民信仰路德宗。

## 組織架構
丹麥國教會由十一個教區組成，除了十個丹麥本土教區外尚有一個格陵蘭教區，2007年7月29日則包括了法羅群島教區，但隨該教區獨立成為法羅群島國教會而除外。十一個教區主教中沒有總主教。

### 堂區
每個教區劃分為數十個堂區，丹麥路德宗的成員因所居住地區而從屬其中一區，並享有堂區舉行的洗禮或婚喪的儀式的法定效力（非國教會信眾可由所屬宗教或公民部門代替）。堂區由堂區議會管理，議會成員則由堂區成員中選出。議會對於聘用堂區牧師有極大影響力。不過在精神層面的從屬權都歸諸於教區主教。

### 自組堂區
在1868年年時通過的法令，允許國家教會信眾自行組織獨立堂區。須要有二十個家庭作為最低限額，由這獨立堂區的成員獨力負擔所有經費以及聘用牧師。無法享有政府輔助的神職人員薪水的優待，但能免除教會稅。